# Burg Frankenberg (Amorbach)
Die Burg Frankenberg ist eine abgegangene früh- und hochmittelalterliche Gipfelburg an der Stelle der Klosterruine auf dem 304 m ü. NN hohen Gotthardsberg (früher Frankenberg) zwischen Amorbach und Weilbach im Landkreis Miltenberg in Bayern, dessen Gipfel sich etwa 150 Höhenmeter über dem Talgrund der im Südwesten und Westen passierenden Mud erhebt.

## Geschichte

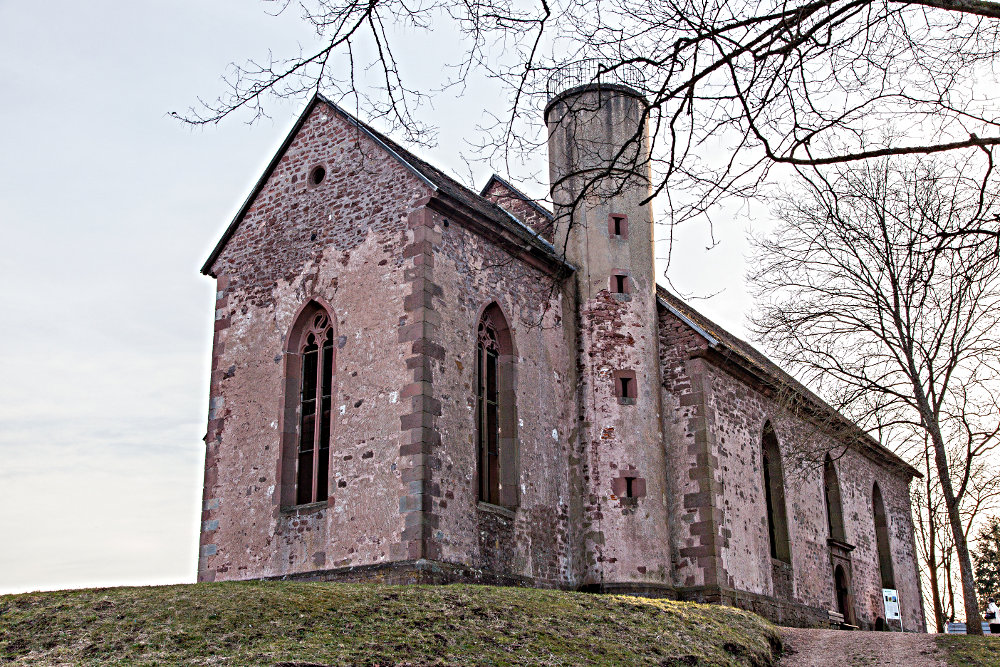
Die Ruine der Klosterkirche

Nach einer Überlieferung soll der fränkische Gaugraf Ruthard zur Zeit von Pippin dem Jüngeren auf dem Frankenberg das „Castrum Frankenberg“ erbaut haben. 1138 wurde der Burg eine dem Hl. Godehard von Hildesheim geweihte Kapelle hinzugefügt. Seitdem wird der Berg „Gotthardsberg“ genannt.
Für den Jahresanfang 1144 wird die Anwesenheit König Konrads III. apud ammerbach angenommen und mit einem archäologisch nachgewiesenen Brandereignis auf der Burg in Zusammenhang gebracht.
Die Herren von Frankenberg übten die Schutzvogtei über das Kloster Amorbach und seine Ländereien aus. Da die Benediktiner sich durch ihre Vögte bedroht fühlten und beim Kaiser Beschwerde führten, wurde die Burg auf Geheiß und Edikt Kaiser Friedrich Barbarossas auf dem Reichstag zu Würzburg 1168 zerstört und durfte nicht wieder aufgebaut werden (siehe auch Güldene Freiheit).
Mit Beginn des 13. Jahrhunderts wurde auf der Burgstelle ein Nonnenkloster der Zisterzienserinnen erbaut, das 1525 im Zuge des Bauernkrieges niedergebrannt wurde, und heute eine gut erhaltene, Ruine mit einer 1878 angelegten, 72-stufigen Wendeltreppe ist.
1244/1245 versuchte Konrad I. von Dürn, der damals die Vogtei über das Kloster Amorbach und seine Ländereien ausübte, den Gotthardsberg erneut zu befestigen, was aber am erbitterten Widerstand des Klosters scheiterte.

## Ausgrabungen

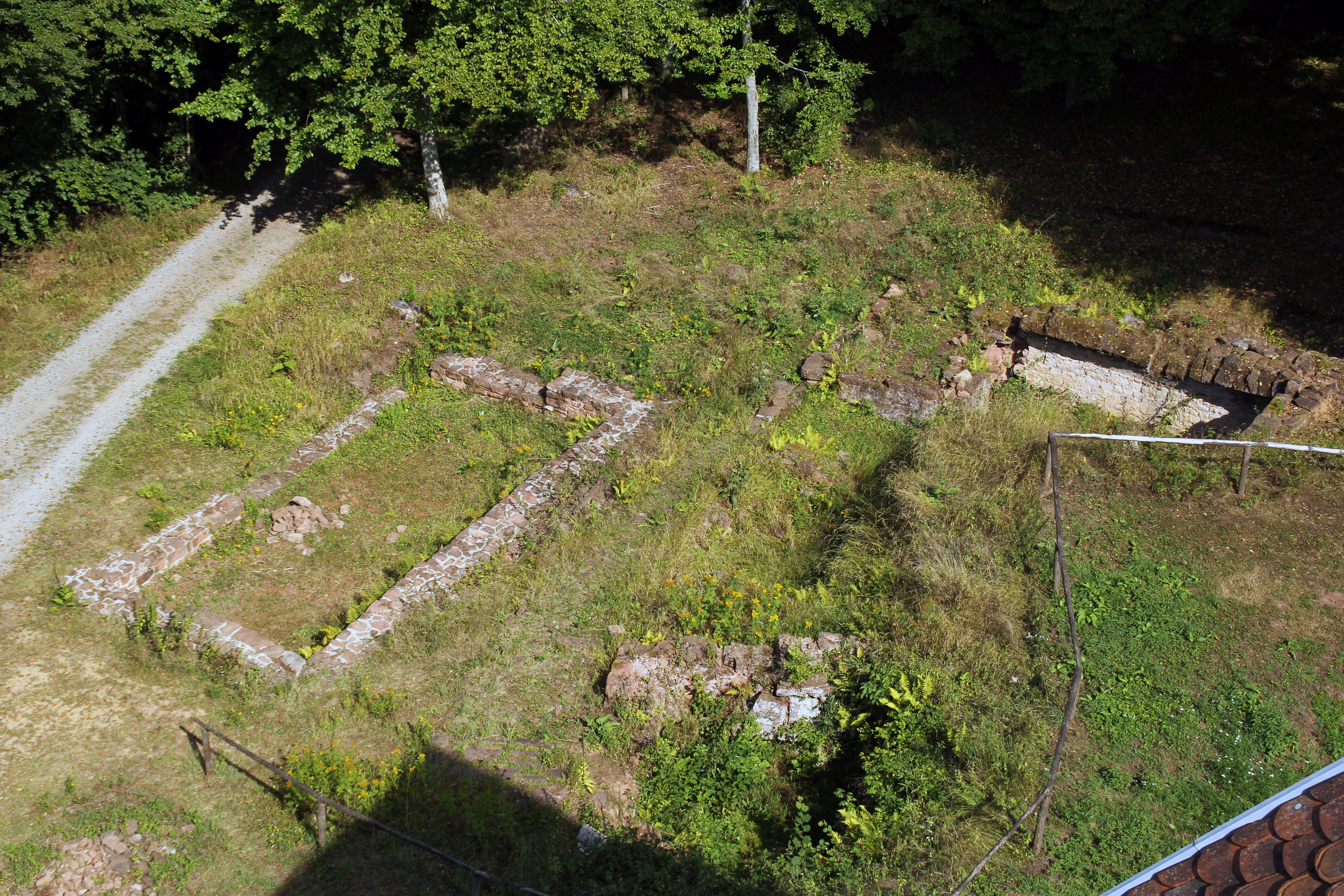
Aufgemauerte Reste die die Lage der Burg markieren (2020)

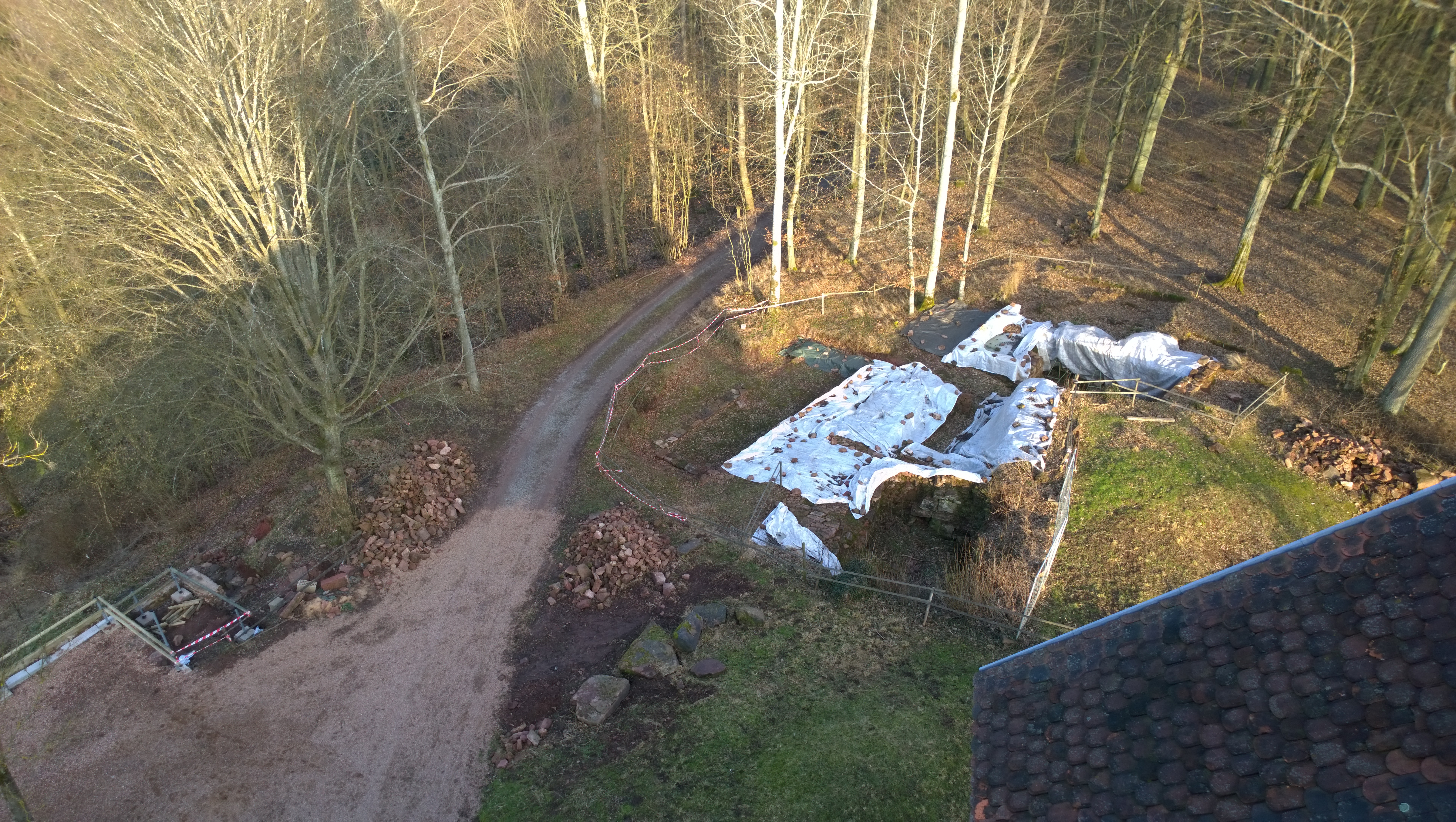
Blick von der Gotthardsruine, der ehemaligen Klosterkirche, auf die Ausgrabungen (2015)

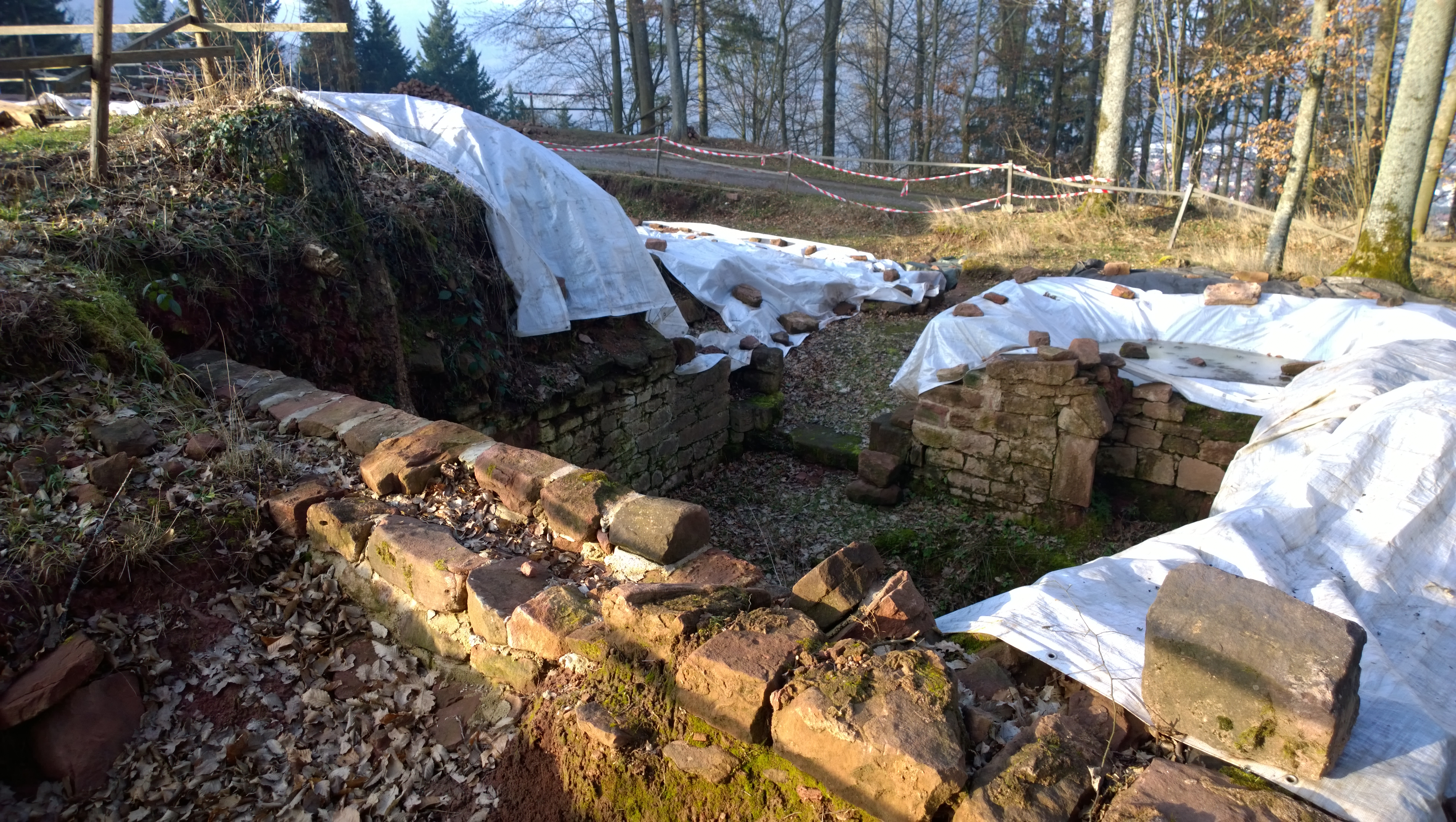
Blick auf die Mauern der abgegangenen Burg am Aufweg im Osten (2015)

Im Umfeld der Ruine der Klosterkirche, einer dreischiffigen Pfeilerbasilika mit überragendem aber schmalem Treppenturm, sind von der ehemaligen Burganlage stammende Mauerreste erhalten. Bei Ausgrabungen durch das Archäologische Spessartprojekt (ASP) in den Jahren 2010 bis 2012 wurden Kellergewölbe und weitere Mauerreste inklusive interessanter Funde (diese der Klosterzeit zuordenbar) freigelegt und gesichert. Teile von der Burg zugeordneten Mauerresten wurden in Opus-spicatum-Technik errichtet.
Im Schnitt 9 wurden die Fundamente eines steinernen Hauses aufgedeckt. Das ca. zwölf mal sieben Meter große Gebäude lag ursprünglich in der Nordostecke innerhalb des Mauerberings. Die gefundenen zweischaligen und bis zu 120 cm breiten Mauerfundamente werden als Überreste eines etwa zweigeschossigen, steinernen Hauses mit Fachwerkgeschoss gedeutet. In der Brandschicht enthaltene, glimmerhaltige Vorspessartware lässt eine Datierung in das 12. Jahrhundert zu. Im Untersuchungsbereich wurden mehrere außergewöhnlich hochwertige Metallfunde gesichert. Neben einem Bruchstück einer Porphyrplatte, die Teil eines Tragaltares war, wurde u. a. eine getriebene Messingschale mit Omphalosboden, eine mit Kreisaugen verzierte Klappwaage und der Dorn eines Vortragekreuzes geborgen. Ein Fund eines angenommenen stark verbogenen Ringes eines bronzenen Türklopfers erwies sich zehn Jahre nach der Ausgrabung und nach der Restaurierungsphase als verzierter, massiver Armring aus der Urnenfelderkultur.
Der Burgstall ist als Bodendenkmal nach der Bayerischen Denkmalliste auf Basis des bayerischen Denkmalschutzgesetzes vom 1. Oktober 1973, mit der Nummer D-6-6321-0041: Archäologische Befunde im Bereich des ehem. mittelalterlichen Klosters und untertägige Teile der frühneuzeitlichen Kirchenruine St. Gotthard sowie hochmittelalterlicher Burgstall ausgewiesen.